# Mimik
Mimik (Donacobius atricapilla) – gatunek średniej wielkości ptaka z monotypowej rodziny mimików (Donacobiidae). Zasiedla północną, centralną i wschodnią Amerykę Południową. Nie jest zagrożony.

## Systematyka
Po raz pierwszy zgodnie z zasadami nazewnictwa binominalnego opisany w 1766 roku w 12. edycji Systema Naturae przez szwedzkiego przyrodnika Karola Linneusza pod nazwą Turdus atricapilla. Dawniej zaliczany był do strzyżyków (Troglodytidae) lub przedrzeźniaczy (Mimidae), obecnie umieszczony w monotypowej rodzinie mimików, której jest jedynym przedstawicielem. Najbliżej spokrewniony jest z madagaskarniczkami (Bernieridae). Wyróżniono cztery podgatunki:
- Donacobius atricapilla brachypterus – wschodnia Panama i północna Kolumbia.
- Donacobius atricapilla nigrodorsalis – południowa Kolumbia, wschodni Ekwador i wschodnie Peru.
- Donacobius atricapilla atricapilla – Wenezuela, Gujana, Surinam, Gujana Francuska do północno-wschodniej Argentyny.
- Donacobius atricapilla albovittatus – południowo-zachodnia Brazylia i Boliwia.

## Występowanie
Mimik występuje w północnej, centralnej i wschodniej Ameryce Południowej. Południowa granica jego zasięgu przebiega w północnej Argentynie i południowej Brazylii. Zachodnia w skrajnie wschodniej Panamie, Kolumbii oraz na wschód od Andów w Ekwadorze, Peru i Boliwii. Nie występuje w większości wschodniej Brazylii. Zazwyczaj spotykany do wysokości 600 m n.p.m. Jego środowiskiem są krzewiaste, nadrzeczne zarośla.

## Morfologia
Dawniej zaliczany do rodziny strzyżyków, jest jednak większy i inaczej (nie tak maskująco) ubarwiony. Mierzy 22 cm, waży 30–40 g. Ma czarny wierzch ciała, z brązowawymi skrzydłami, żółtymi oczami i czarnym dziobem. Okolice karku pomarańczowe, spód ciała jasnokremowy z delikatnym prążkowaniem po bokach. Nogi są szare, ogon ma białe zakończenia sterówek.

## Zachowanie
Jest hałaśliwy, pary często razem śpiewają, wydają serie gwizdów. Mogą też głośno tokować, przy czym rozkładają ogon. Pożywia się parami, często blisko wody.

## Status
Międzynarodowa Unia Ochrony Przyrody (IUCN) uznaje mimika za gatunek najmniejszej troski (LC – Least Concern) nieprzerwanie od 1988 roku. Ptak ten opisywany jest jako pospolity. Liczebność światowej populacji, według szacunków organizacji Partners in Flight z 2019 roku, mieści się w przedziale 5–50 milionów dorosłych osobników. Trend liczebności populacji uznawany jest za spadkowy.